# Złoto III Rzeszy

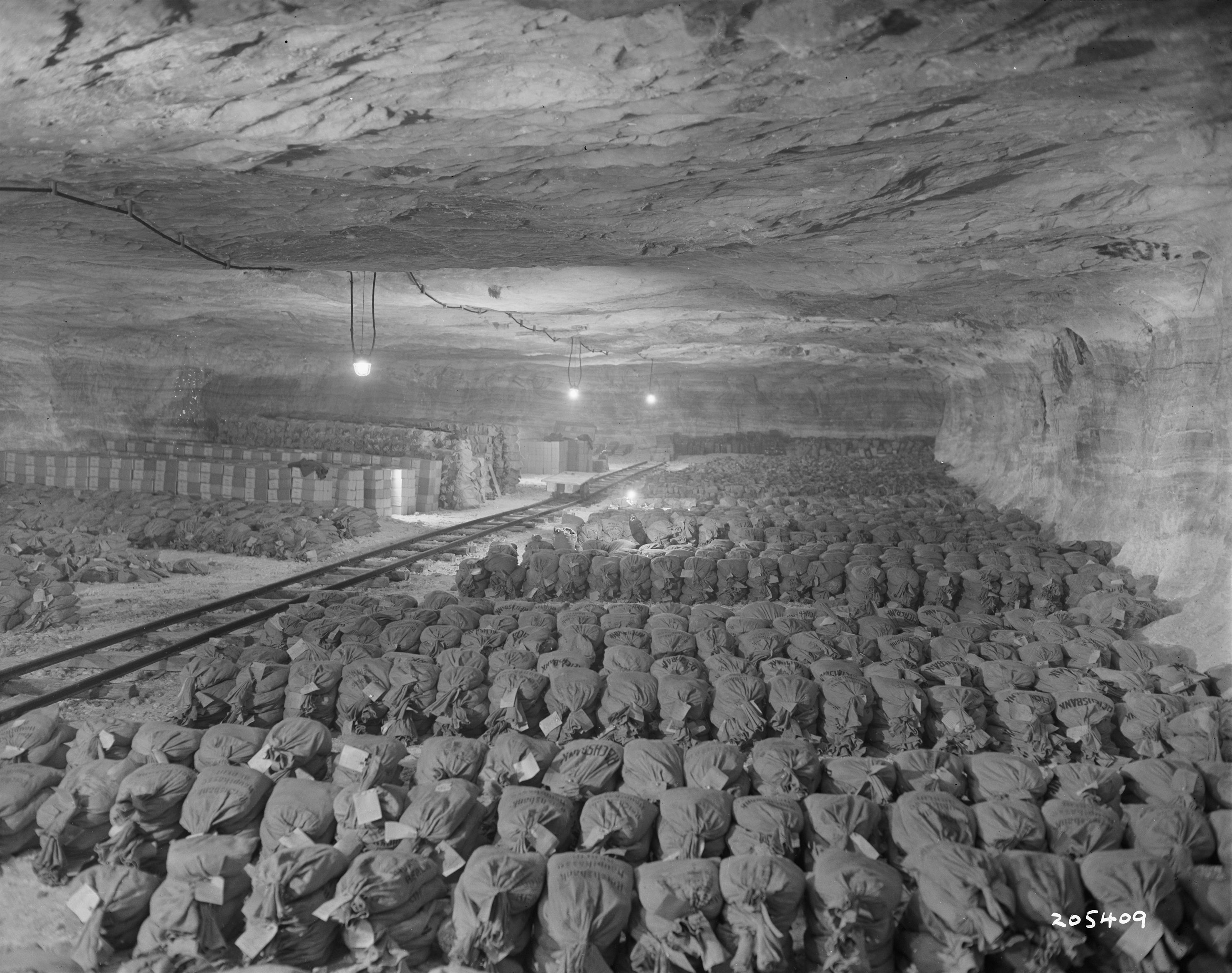
Złoto III Rzeszy ukryte w kopalni soli w Merkers-Kieselbach, 15 kwietnia 1945

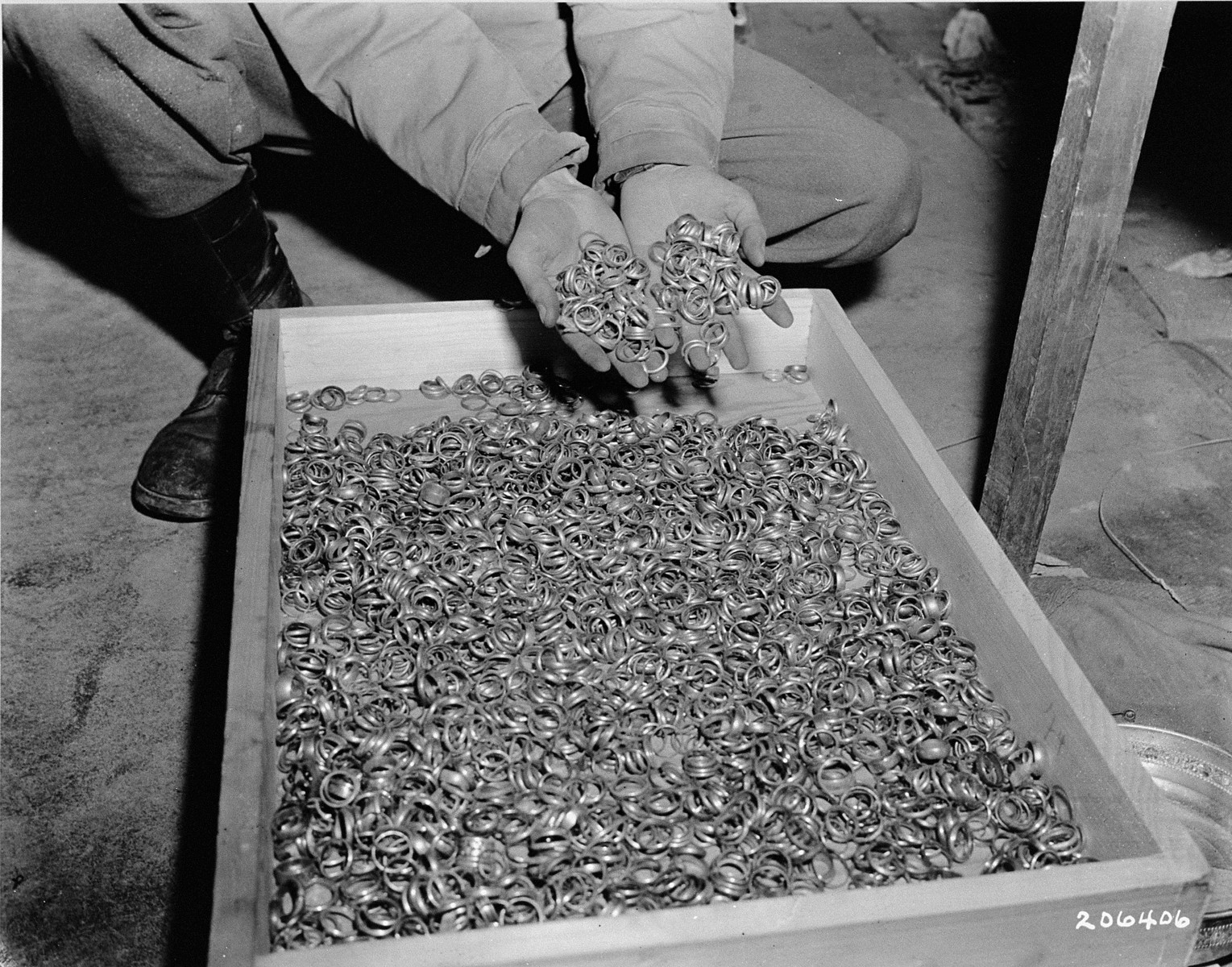
Złote obrączki zrabowane przez Niemców więźniom obozu koncentracyjnego Buchenwald

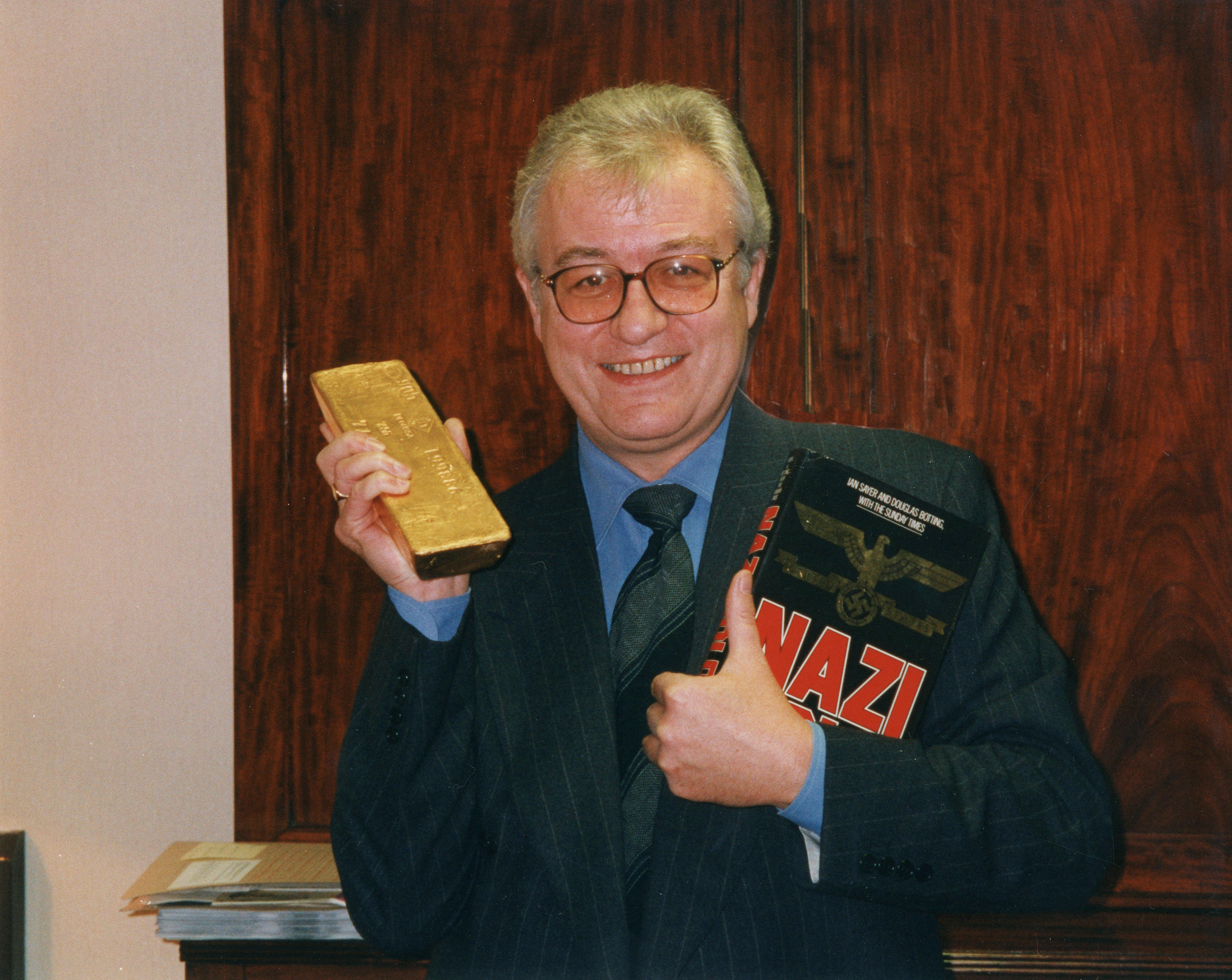
Brytyjski historyk Ian Sayer prezentuje sztabkę nazistowskiego złota

Złoto III Rzeszy (niem. Nazigold) – określenie używane dla mienia w postaci złota gromadzonego przez nazistowskie Niemcy w latach 1933–1945.
Złoto występuje w różnej postaci jako sztabki, monety i biżuteria dlatego może być przetopione i przetworzone tak, że ulegają zatarciu wszelkie ślady jego pochodzenia. Z tego powodu złoto jest ulubionym środkiem płatniczym na całym świecie, a po wymianie na dewizy operacje finansowe są ułatwione. W czasie II wojny światowej złoto odgrywało ważną rolę przy realizacji transakcji finansowych, a Szwajcaria była centrum związanych z tym operacji dlatego też bank centralny III Rzeszy Reichsbank sprzedawał znaczne ilości złota szwajcarskiemu bankowi centralnemu Schweizerische Nationalbank aż do końca wojny. Szwajcarzy kupowali jednocześnie złoto od aliantów, ale jego pochodzenie nie było kłopotliwe.
Reichsbank dysponował również złotem nie pochodzącym z rabunku – były to rezerwy sprzed roku 1933 oraz zasoby uzyskane przed wybuchem wojny w legalnych transakcjach.

## Pozyskiwanie złota przez III Rzeszę
Celem uzyskania dewiz nazistowskie Niemcy pozyskiwały złoto różnymi metodami:
- System przymusu państwowego realizowany przy pomocy przepisów podatkowych (Reichsfluchtsteuer), dewizowych oraz gospodarczych (stanu wojennego) wobec obywateli niemieckich i osób pochodzenia żydowskiego przebywających w Niemczech. Określone grupy osób fizycznych i prawnych były zobowiązane do oddania złota oraz dewiz.
- Konfiskata i rabunek złota, biżuterii i innych metali szlachetnych odbywające się w Niemczech i Austrii w ramach ustawodawstwa rasowego (ustawy norymberskie) u ludności żydowskiej oraz konfiskaty na ludności zamieszkałej na terytoriach okupowanych.
- Złoto zrabowane ofiarom reżimu nazistowskiego w gettach, obozach koncentracyjnych i przy masowych egzekucjach[4] oraz złoto zrabowane w trakcie eksterminacji ludności żydowskiej (Holocaust), osób nieuleczalnie chorych i pacjentów zakładów psychiatrycznych (Akcja T4). Zbiórką w ten sposób zrabowanego złota, biżuterii, kamieni szlachetnych i dewiz oraz złotych zegarków, obrączek ślubnych, oprawek do okularów, zębów, przedmiotów kultu zajmował się przede wszystkim Główny Urząd Gospodarki i Administracji SS (SS-WVHA). Przekazywaniem uzysku do Reichsbanku lub mennicy celem przetopienia zajmował się SS-Hauptsturmführer Bruno Melmer (kierownik działu A II Amtskasse SS-WVHA). W banku było osobne konto oznaczone jako Melmerkonto. Część złota była jednocześnie kradziona przez zatrudnionych w tym procederze funkcjonariuszy SS[5].
- Złoto pochodzące z rezerw walutowych banków centralnych państw okupowanych przez Niemcy. Jeszcze przed wojną naziści przejęli złoto Austrii w 1938 i Czechosłowacji wiosną 1939 (złoto na żądanie uzależnionego od Niemców rządu Protektoratu Czech i Moraw zostało wydane z depozytu w Londynie). Przejmowanie złota miało mieć pozory legalności, w tym celu Niemcy wymuszali od zarządów banków centralnych państw okupowanych sporządzenie pisemnego transferu złota do Reichsbanku. Tylko zarząd Narodowego Banku Belgii nie ugiął się presji. Natomiast holenderski bank centralny De Nederlandsche Bank zdołał przed wybuchem wojny przekazać część złota do Londynu i Nowego Jorku. To co zostało w Amsterdamie zabrali Niemcy i większą część przekazali do mennicy Preussische Münze[6], gdzie złote monety i sztabki zostały przetopione z dodatkiem złota zrabowanego ofiarom narodowych socjalistów[7], następnie opatrzone przedwojennymi datami i sprzedane w krajach neutralnych. Podobnie stało się ze złotem belgijskim, które zdeponowane we Francji zostało przekazane Niemcom przez Banque de France. Natomiast złoto z Włoch, wywiezione w 1943 przez Banca d’Italia do Szwajcarii, ostatecznie trafiło również do Niemiec[8]. Podobnie przebiegało przejęcie złota z Grecji, Wolnego Miasta Gdańska, Albanii oraz Jugosławii (to ostatnie za pośrednictwem Włoch).

Rezerwę 75 ton złota Banku Polskiego SA we wrześniu 1939 wywieziono pod kierownictwem Ignacego Matuszewskiego i Henryka Floyar-Rajchmana z terytorium Polski poprzez Rumunię, Turcję i Syrię do Francji w dramatycznych okolicznościach w trakcie trwającej agresji niemieckiej i sowieckiej.